# Emilio López del Toro
Emilio López del Toro (Marchena, Sevilla, 18 d'abril de 1873 - ?) fou un compositor espanyol.
Encara infant, mostrà gran afició per la música i, després d'estudiar el batxillerat en el col·legi del Sacro Monte de Granada, marxà a Amèrica, on continuà estudiant la música i es dedicà a l'ensenyança. A Trenque Lauquen (Buenos Aires, dirigí, durant tres anys, el Col·legi Hispano-Argentí amb classes de violí, flauta, guitarra i piano. Després s'instal·là a Montevideo, on obrí el Col·legi Colón el 1892 i l'Institut Bretón.
Retornà a Espanya el 1894, trobant-se en què el seu pare havia adquirit el teatre Duque de Sevilla. Dedicant-se llavors a la composició i estrenant les obres següents a Madrid i Sevilla:
- La criolla,
- Nisperos del Japón, opereta (1897),
- De primera fuerza,
- La mujer de mi sobrino,
- El observatorio,
- El Capitán Relámpago,
- Juanilla,
- La vida moderna,
- El lobo cordero,
- Carrasquilla,
- La Macarena,
- La verónica,
- A los toros de sevilla,
- Los primos,
- La Virgen del Rocio,
- La Fragua,
- Maldición gitana,
- Canela fina,
- La liga,
- El torero del barrio,
- La rifa del beso,
- La Patrona del Regimiento,
- La Patrona del Conocimiento, (parodia),
- Las Corraleras,
- Maravilla,
- La buena sociedad,
- Perla del mar,
- La Pastora,
- La vicoria del Kake,
- La penetración pacifica,
- Daoiz,
- ¡Los miuras!,
- La bella Dorada,
- El Teléfono,
- El peligroso Mocahles,
- La viuda inconsolable,
- Sangre española,
- Bichito é lú,
- El Barrio de la Viña,
- Las tentaciones de Pio,
- La luz blanca,
- La subida del tabaco,
- Justicia Plebeya,
- Lucha de amores,
- La Canción del trabajo,
- Postales Sevillanas,
- El Monte de la belleza,
- Sevilla nomadejado (NO 8 DO),
- El pecado original,
- Safo ó la danza de las cavernas,
- La Cruz de fuego,
- El Corral del Columpio,
- Flor del Campo,
- El Anillo del Rajá,
- El Amor libre,
- Maruja,
- Letra de visita.